# Санкт-Штефан-ам-Вальде
Санкт-Штефан-ам-Вальде (нем. Sankt Stefan am Walde) — коммуна (нем. Gemeinde) в Австрии, в федеральной земле Верхняя Австрия. 
Входит в состав округа Рорбах.  Население составляет 864 человека (на 31 декабря 2005 года). Занимает площадь 16 км². Официальный код  —  41335.

## Политическая ситуация
Бургомистр коммуны — Франц Анцингер (АНП) по результатам выборов 2003 года.
Совет представителей коммуны (нем. Gemeinderat) состоит из 13 мест.
- АНП занимает 9 мест.
- СДПА занимает 4 места.